# カニウ
カニウ（ウクライナ語: Канів）はウクライナ・チェルカースィ州の市（місто）である。行政上はカニウ地区の行政中心地であるが、同地区内には含まれていない（地区内の行政単位には含まれず、州の下位区分に位置づけられている）。

## 地理
カニウはドニプロ川に面し、市内にはカニウ貯水池に設置されカニウ水力発電所がある。

## 歴史
街は11世紀にキーウ大公ヤロスラウ1世によって建設された。1662年のオリシャニツャの戦い（カニウの戦い）では、ロシア・ツァーリ国（モスコヴィア）のヴォエヴォダ・グリゴリー・ロマノフスキーと、ザポリージャ・コサックのヘーチマンのヤキム・ソムコの軍が、右岸ウクライナのユーリー・フメリニツキー（ボフダン・フメリニツキーの子）の連隊を破った。17世紀にこの地のコサックはカニウを放棄し、下ザポリージャへ移った。
1999年12月の市議会で、現行（2025年現在）の市章が採択・承認された。

## 観光
ウクライナの国民的詩人と評されるタラス・シェウチェンコ（1814年 - 1861年）はサンクトペテルブルクで没し、カニウに埋葬された。市内にはシェフチェンコに関するタラス・シェウチェンコ博物館や、タラスの丘、タラス・シェウチェンコ像などの、彼に関する建築物がある。

## 姉妹都市
以下の都市がカニウと姉妹都市の関係にある。
- フィーアゼン（ドイツ語版）（ドイツ）
- ソノマ（英語版）（アメリカ）
- ランブルサール（フランス）
- チュウフフ（ポーランド語版）（ポーランド）
- ヴォル[2]（エストニア）